# Departamento de Transporte del Reino Unido
El Departamento de Transporte (en inglés: Department for Transport o, en sus siglas, DfT; en galés: Adran am Drafnidiaeth) es el departamento gubernamental británico que se encarga de las redes de transporte en Inglaterra y de los asuntos relacionados con el mismo en Escocia, Gales e Irlanda del Norte. La Dirección General de Tráfico podría ser considerada como el organismo equivalente en España.

## Historia
El control gubernamental del transporte y diversos asuntos asociados se ha organizado de varias maneras en la historia moderna del Reino Unido, siendo responsabilidad de:
- 1919-1941: Ministerio de Transporte
- 1941-1946: Ministerio de Transporte y Guerra, tras la absorción del Ministerio de Navegación
- 1946-1953: Ministerio de Transporte
- 1953-1959: Ministerio de Transporte y Aviación Civil
- 1959-1970: Ministerio de Transporte
- 1970–1976: Departamento de Medio Ambiente
- 1976-1997: Departamento de Transporte
- 1997–2001: Departamento de Medio Ambiente, Transporte y Regiones (DETR)[2]
- 2001–2002: Departamento de Transporte, Gobierno Local y Regiones
- 2002-presente: Departamento de Transporte

Aunque el nombre de "Ministerio de Transporte" sigue vivo en pruebas como la llamada MOT anual, una prueba de seguridad del vehículo, aptitud para la circulación y emisiones de escape, que la mayoría de los vehículos que se utilizan en las vías públicas en el Reino Unido deben aprobar anualmente una vez que cumplen tres años (cuatro años para vehículos en Irlanda del Norte).